# Ramallo partido
Ramallo egy partido Argentína középpontjától keletre, Buenos Aires tartományban. Székhelye Ramallo.

## Földrajz
Buenos Aires tartomány északi részén helyezkedik el, északkeleten a Paraná folyó határolja.

## Népesség
A partido népessége a közelmúltban a következőképpen változott:
| Év   | Lakosság |
| ---- | -------- |
| 2001 | 29 020   |
| 2010 | 33 042   |

## Nevezetességek
- Rafael Obligado-várkastély